# 虹色★ロケット
『虹色★ロケット』（にじいろロケット）は、2007年1月4日下北沢トリウッドで公開の日本の映画。伊藤峻太監督が高校在学中に作成した、初の商用映画。

## 概要
「命」をテーマに、生と死に向き合う少年少女たちの姿を、描いた作品。

## ストーリー
幕張総合高等学校の芸術的銀河科という学科に、ユカが転校してくる。ユカは難病に冒され壮絶な過去を背負っていたが、持ち前の明るさで周囲に溶け込んでいく一方、過去に自殺未遂をして苦難を乗り越えられずにいるミナミがいた。そして、ストーリーが展開してゆく。

## スタッフ
- プロデューサー：杉山辰夫
- 監督・編集：伊藤峻太
- 脚本：伊藤峻太、平山みな美
- 撮影：下條岳、伊藤峻太
- 録音：桑原遼介
- 美術：阿部晴果、平山みな美、松永祐佳
- 衣装：平山みな美、湯浅志保子
- 編集：伊藤峻太
- 音楽：椎名遼
- キャスティング：伊藤峻太
- スチール：湯浅志保子

## キャスト
- ユカ：松永祐佳
- ミナミ：平山みな美
- シュンタ：伊藤峻太
- ヒロエ：小泉優絵
- コウヘイ：宮川広平
- ユウキ：寺内雄生
- マナ：白石愛
- ハルカ：阿部晴果
- 神様：桑原遼介
- トム：戸村次男
- ミズキ：倉島瑞季

## アルバム
- 映画『虹色★ロケット』（2007年 伊藤峻太監督）のオリジナル・サウンドトラック。この作品の音楽担当の椎名遼が作成。主題歌の『虹色★ロケット』も収録。

### 収録曲
1. 不思議な転校生
2. 重すぎる荷物
3. あやまち
4. 一等賞になってやる
5. 感謝
6. 赤と青、生と死
7. Atistic galaxy march
8. Date of Death
9. 生きる覚悟
10. スターボウ
11. 太陽
12. 序曲
13. 虹色★ロケット
14. 虹色★ロケット(Instrumental)